# Synagoga v Brandýse nad Labem
Synagoga v Brandýse nad Labem stojí v ulici Na Potoce č. p. 140 ve staré části Brandýsa.

## Historie

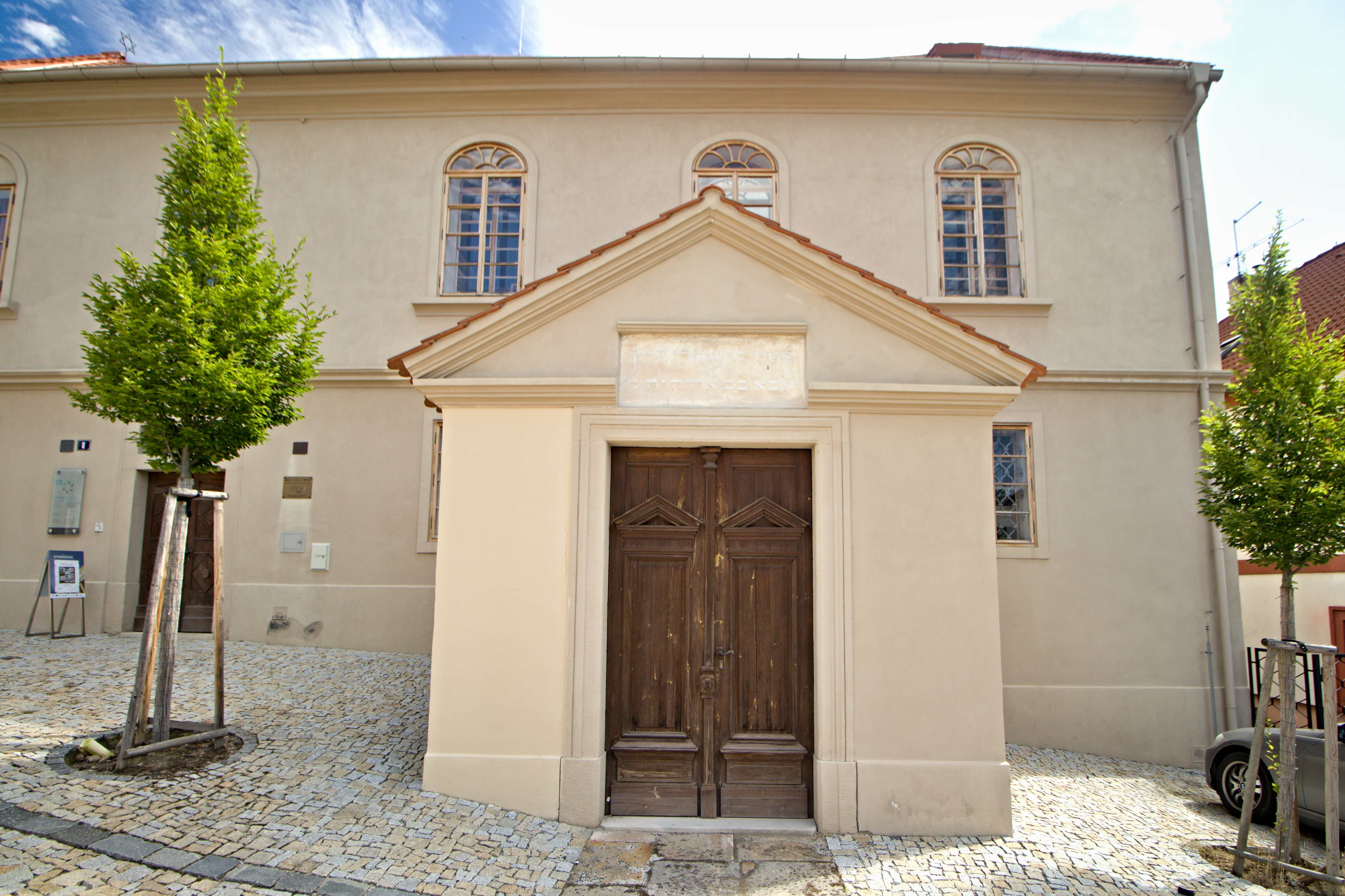
Vstup do synagogy s nápisem: פתחו לי שערי צדק אבא בם אודה יה׃

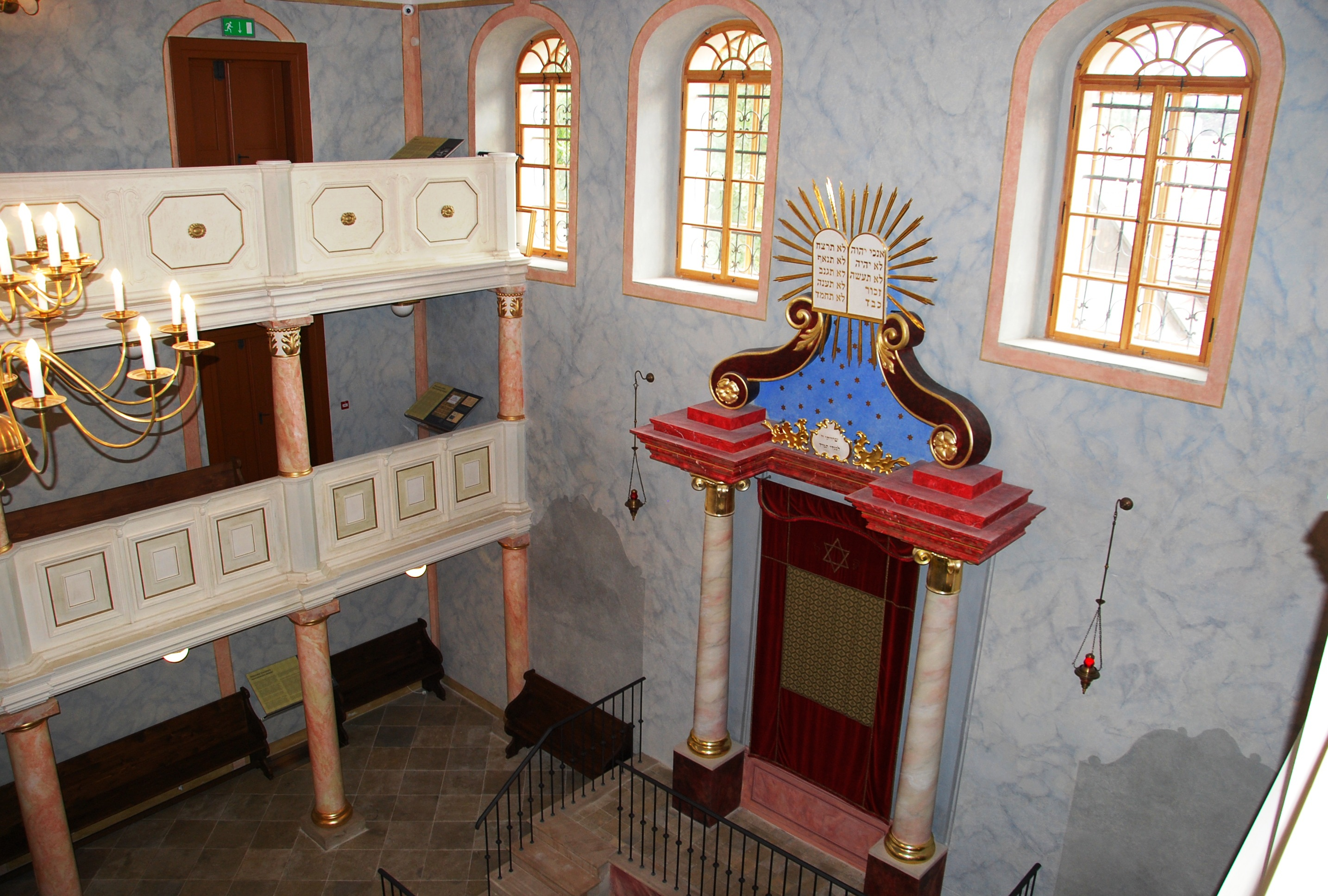
Interiér

Byla postavena v letech 1827–1829 na místě předešlé synagogy, zničené požárem v roce 1827. Bylo přitom částečně využito starších základů a obvodového zdiva.
V synagóze bylo nejprve pódium (bima) umístěno uprostřed sálu. Koncem 19. století bylo nahrazeno pódiem se zábradlím u svatostánku ve východní stěně. Budova má dochovaný barokní svatostánek z 18. století, přičemž modlitební sál byl ze tří stran obklopován klasicistně-empírovou dvoupatrovou ženskou galerií. Archeologický průzkum před rekonstrukcí stavby odhalil základy starší oválné galerie. Ve druhé části byl byt rabína a školní třída.
Synagoga sloužila svému účelu do druhé světové války. Po roce 1945 nebyla židovská obec v Brandýse obnovena. V roce 1962 byl objekt přestavěn na sklad léčiv. Dřevěné galerie byly strženy a prostor chrámu byl přepatrován. Dále byl vestavěn nákladní výtah.
V roce 1995 dostala objekt do vlastnictví Židovská obec Praha a využívala jej jako depozitář Židovského muzea v Praze.
V roce 2008 byla stavba vybrána mezi deset objektů pro rekonstrukci v rámci projektu Deset hvězd - Revitalizace židovských památek v České republice a v letech 2010 2014 byla zrekonstruována nákladem 25 307 000 Kč. Tyto prostředky byly poskytnuty Integračním operačním programem Evropské unie.
Objekt provozuje Federace židovských obcí v ČR. Dne 10. července 2014 byla synagoga slavnostně otevřena, o den později zde proběhla první bohoslužba od doby holokaustu.
V synagoze a přilehlých prostorách je instalována expozice s názvem Prameny judaismu: rabínské písemnictví.
Ve městě se také nachází židovský hřbitov, vzdálený přibližně 250 metrů od synagogy.